# یوزف کورباس
یوزف کورباس (لهستانی: Józef Korbas; ۱۱ نوامبر ۱۹۱۴ – ۲ اکتبر ۱۹۸۱) بازیکن فوتبال اهل لهستان بود.
وی همچنین در تیم ملی فوتبال لهستان بازی کرده‌است.